# Michel Coquelet
Pour les articles homonymes, voir Coquelet (homonymie).
Michel Coquelet, né le 18 août 1931 à Wignehies, dans le département du Nord et le diocèse de Cambrai, et mort assassiné le 20 avril 1961 dans la province de Xieng Khouang au Laos, est un missionnaire français de la congrégation des oblats de Marie-Immaculée considéré comme bienheureux par l'Église catholique. Sa béatification a eu lieu le 11 décembre 2016, en même temps que celle des autres martyrs du Laos.
Il est fêté le 20 avril.

## Biographie

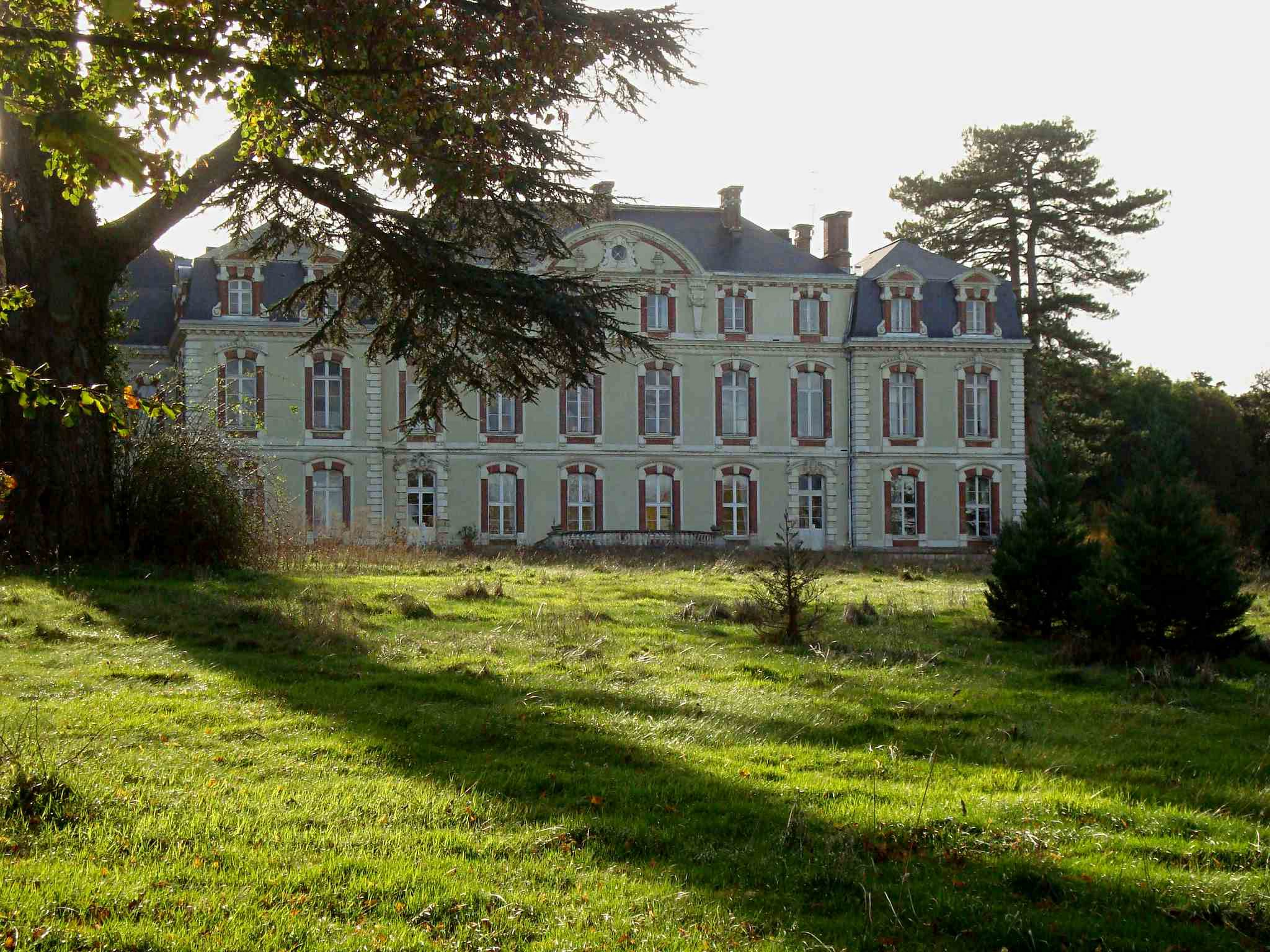
Vue de l'ancien noviciat de La Brosse-Montceaux.

Michel Coquelet naît dans une famille pieuse, nombreuse et modeste. En 1935, la famille déménage aux Puiseaux près d'Orléans où le père trouve une situation et la mère fait des ménages. Michel Coquelet y poursuit ses études primaires. Il entre ensuite au collège Saint-Grégoire de Pithiviers, puis ses parents encouragent sa vocation sacerdotale en l'envoyant comme interne en 1945 au petit séminaire de Solesmes dans le diocèse de Cambrai. Il passe le baccalauréat en 1948 et entre au noviciat des missionnaires oblats de Marie-Immaculée situé à La Brosse-Montceaux en Seine-et-Marne. En 1944, cinq oblats y ont été tués par la Gestapo dans les derniers jours de l'Occupation et quatre-vingt-six autres envoyés au camp de Compiègne. Il termine ses études deux ans plus tard et fait son service militaire comme infirmier militaire avec un grand dévouement au Sahara marocain qui lui laisse une profonde impression. Il prononce son oblation perpétuelle en 1954 et est ordonné prêtre le 19 février 1956 à 24 ans à Solignac (où il arriva en 1949 pour ses études de philosophie et de théologie). Le 25 janvier 1957, il reçoit sa feuille de route pour le Laos, où il arrive autour de Pâques.
Michel Coquelet est nommé au petit séminaire de Paksane, comme professeur de français où il demeure un an et se perfectionne en langue lao. Il est enfin envoyé à son poste, un petit village d'ethnie khmu - Sam Tom - dans les montagnes du nord du pays, où il affronte la pauvreté avec optimisme et humour, un trait saillant de son caractère.
Le pays a obtenu son indépendance en 1953, mais il est infiltré par le nord par les troupes du Pathet Lao, appuyé par les communistes de Chine populaire et du Vietnam du Nord. La guerre d'Indochine est à peine terminée qu'elle se poursuit sous une autre forme entre différentes factions. En août 1960, un coup d'État chasse les neutralistes de Souvanna Phouma plutôt pro-français au profit des indépendantistes royalistes appuyés par les Américains, alors que l'infiltration des communistes s'étend de plus en plus. La province de Xieng Khouang où se trouve le P. Coquelet est le théâtre d'affrontements entre neutralistes et milices du Pathet Lao communiste. En 1961, le Père Coquelet réside au village de Phôn Pheng dans la région de Tha Vieng, secteur difficile qu'il sillonne vaillamment.
Le dimanche 16 avril 1961, il célèbre la messe avec sa communauté chrétienne et part en tournée le lendemain, notamment pour aller soigner un malade. Il rentre à bicyclette sur les pistes vers son village, le 20 avril, lorsqu'il est arrêté par une milice Pathet Lao. Les soldats l'emmènent sur la route de Ban Sop Xien; c'est là qu'ils le tuent d'une balle dans la tête. Il n'avait que 29 ans. Il ignorait que son confrère Louis Leroy, qu'il avait connu à La Brosse-Montceaux, avait subi le même sort deux jours avant. Ensuite, c'est au tour de deux autres oblats de la province, le Père Vincent L'Hénoret et le Frère Alexis Guémené, d'affronter aussi le martyre.
Durant cette quarantaine d'années, de 1935 à 1975, ce sont plus de cent oblats, toutes nationalités confondues, qui ont travaillé, peiné, prié, versé leur sang parfois, dans cette mission du Nord-Laos.

## Béatification
La cause de béatification de Michel Coquelet est ouverte en 2008 au diocèse de Nantes par Mgr Georges Soubrier, avec quatorze autres chrétiens du Laos et transmise à Rome en 2010. Le 5 juin 2015, le pape François reconnaît le martyre du Père Coquelet et de quatorze autres fidèles (dont un autre oblat originaire du Nord, Jean Wauthier, tué en 1967) et signe leur décret de béatification. La cérémonie de béatification a eu lieu le 11 décembre 2016, en la cathédrale de Vientiane, en présence de six mille fidèles.
Sa fête est fixée au 20 avril d’après le Martyrologe romain.